# 姚邦材
姚邦材（1506年—？），原名姚邦顯，字掄伯，浙江湖州府歸安縣人，民籍，明朝政治人物。

## 生平
嘉靖元年（1522年）壬午科浙江鄉試第六名舉人，改名姚邦材。嘉靖二十九年（1550年）中式庚戌科會試第二百九十七名，三甲第一百三十二名進士。授扬州府泰兴县知县，官至淮安府知府。

## 家族
曾祖姚愷，典史；祖父姚禎，知縣；父姚舜臣，母吳氏。永感下。